# Liga Nacional de Fútbol Americano Junior
La Liga Nacional de Fútbol Americano Junior (LNFA Jr) es la máxima competición de fútbol americano juvenil (sub-21) de España. La organiza la Federación Española de Fútbol Americano. Se disputa en la modalidad 9x9. Los equipos mejor clasificados al final de la temporada regular disputan el título bajo el formato de play-offs. 

## Historia
Se disputa desde 2006 y fue organizada por la Agrupación Española de Fútbol Americano (AEFA) hasta 2013, cuando pasó a ser organizada por la Federación Española de Fútbol Americano.

## Palmarés
| Liga Nacional de Fútbol Americano Junior |                      |                        |                       |
| Año                                      | Campeón              | Subcampeón             | Resultado de la Final |
| 2006                                     | Barberá Rookies      | Las Rozas Black Demons | 33-6                  |
| 2007                                     | L'Hospitalet Pioners | Murcia Cobras          | 34-25                 |
| 2008                                     | Murcia Cobras        | Barberá Rookies        | 50-6                  |
| 2009                                     | Murcia Cobras        | Barcelona Búfals       | 23-7                  |
| 2010                                     | Argentona Bocs       | Murcia Cobras          | 20-19                 |
| 2011                                     | Murcia Cobras        | Badalona Dracs         | 24-14                 |
| 2012                                     | Badalona Dracs       | Zaragoza Hurricanes    | 40-0                  |
| 2013                                     | Rivas Osos           | Sueca Ricers           | 56-0                  |
| 2014                                     | Valencia Firebats    | Rivas Osos             | 38-18                 |
| 2015                                     | Valencia Firebats    | L'Hospitalet Pioners   | 18-12                 |

### Campeonatos y subcampeonatos por equipos
| Equipo                 | Títulos              | Subcampeonatos |
| ---------------------- | -------------------- | -------------- |
| Murcia Cobras          | 3 (2008, 2009, 2011) | 2 (2007, 2010) |
| Valencia Firebats      | 2 (2014, 2015)       |                |
| Barberá Rookies        | 1 (2006)             | 1 (2008)       |
| Badalona Dracs         | 1 (2012)             | 1 (2011)       |
| L'Hospitalet Pioners   | 1 (2007)             | 1 (2015)       |
| Argentona Bocs         | 1 (2010)             |                |
| Rivas Osos             | 1 (2013)             | 1 (2014)       |
| Las Rozas Black Demons |                      | 1 (2006)       |
| Barcelona Búfals       |                      | 1 (2009)       |
| Zaragoza Hurricanes    |                      | 1 (2012)       |
| Sueca Ricers           |                      | 1 (2013)       |

## Temporada 2013
Siete equipos compitieron en la temporada 2013 de la Liga Nacional de Fútbol Americano Junior:
- Murcia Cobras
- Rivas Osos
- Las Rozas Black Demons
- Valencia Giants
- Valencia Firebats
- Sueca Ricers
- Majadahonda Wildcats